# Шульгінов Микола Григорович
Микола Григорович Шульгінов (нар. 18 травня 1951 року, Саблінське, Ставропольський край, РРФСР, СРСР) — російський політичний діяч. Міністр енергетики Росії з 10 листопада 2020 року.
Голова правління ПАТ «РусГідро» (з 15 вересня 2015 по 10 листопада 2020 року).

## Життєпис
Народився 18 травня 1951 року в селі Саблинское Ставропольського краю.
У 1973 році закінчив Новочеркаський політехнічний інститут (Ростовська область) за спеціальністю «Електропостачання промислових підприємств і міст».
З 1976 по 1998 рік працював в «Ставропольенерго» (П'ятигорськ), де обіймав посади від інженера до начальника Центральної диспетчерської служби.
З 1998 року працював заступником директора у філії РАО «ЄЕС Росії» — об'єднаному диспетчерському управлінні Південного Кавказу (П'ятигорськ).
У 2002 році був запрошений до Москви на посаду члена правління, директора з технічного аудиту ВАТ «Системний оператор — центральне диспетчерське управління ЄЕС».
У 2004 році ставши заступником голови, а в 2009 році — першим заступником голови правління «Системного оператора».
15 вересня 2015 року рішенням Ради директорів ПАТ «РусГідро» обраний на п'ятирічний термін Головою правління — генеральним директором «РусГідро», змінивши на цій посаді Євгенія Дода.
Член ради директорів ПАТ «Россеті».
Кандидат технічних наук, є членом Опікунської ради Національного дослідницького університету.
9 листопада 2020 року ставши кандидатом на посаду міністра енергетики Російської Федерації.
10 листопада 2020 року призначений міністром енергетики Російської Федерації.

## Санкції
З 2022 року через підтримку вторгнення Росії в Україну, за грубе порушення міжнародного миру і безпеки, під санкціями США, Канади, Великої Британії та інших країн.
З 9 червня 2022 року доданий до санкційного списку України.
У листопаді 2023 року СБУ повідомила Шульгінову про підозру за «підключення» військових баз російських окупантів до захоплених електростанцій у Херсонській області.